# Passo Stalle

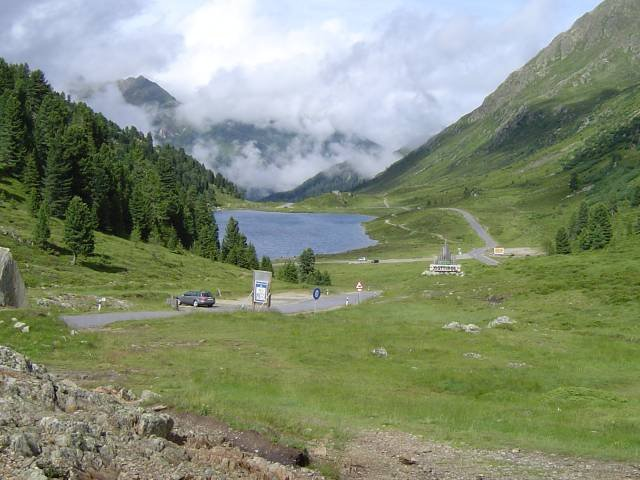
Vista sulla valle Defereggen (Austria)

Il passo Stalle (Staller Sattel in tedesco, 2.052 m) è un valico alpino delle Alpi centrali, al confine fra Italia e Austria, che mette in comunicazione la Valle di Anterselva con la Defereggental.
La strada della Valle di Anterselva (Antholzer Tal) a valle si distacca dalla statale della Val Pusteria e a monte dopo il passo continua in discesa nel versante austriaco snodandosi negli incantevoli scenari della Defereggental austriaca fino a raggiungere, a valle, l'incrocio con la statale che congiunge Lienz, alla fine della Val Pusteria, e Brunico. 
Una particolare attrazione che si trova in cima al passo è una pista da slittino, che si può facilmente risalire a piedi dal lago di Anterselva.
Dalla parte italiana si trovano alcune casermette risalenti alla seconda guerra mondiale, ma utilizzate anche successivamente. Un'analoga sistemazione si trova anche al passo Gola (Klammljoch).

## Gestione del traffico

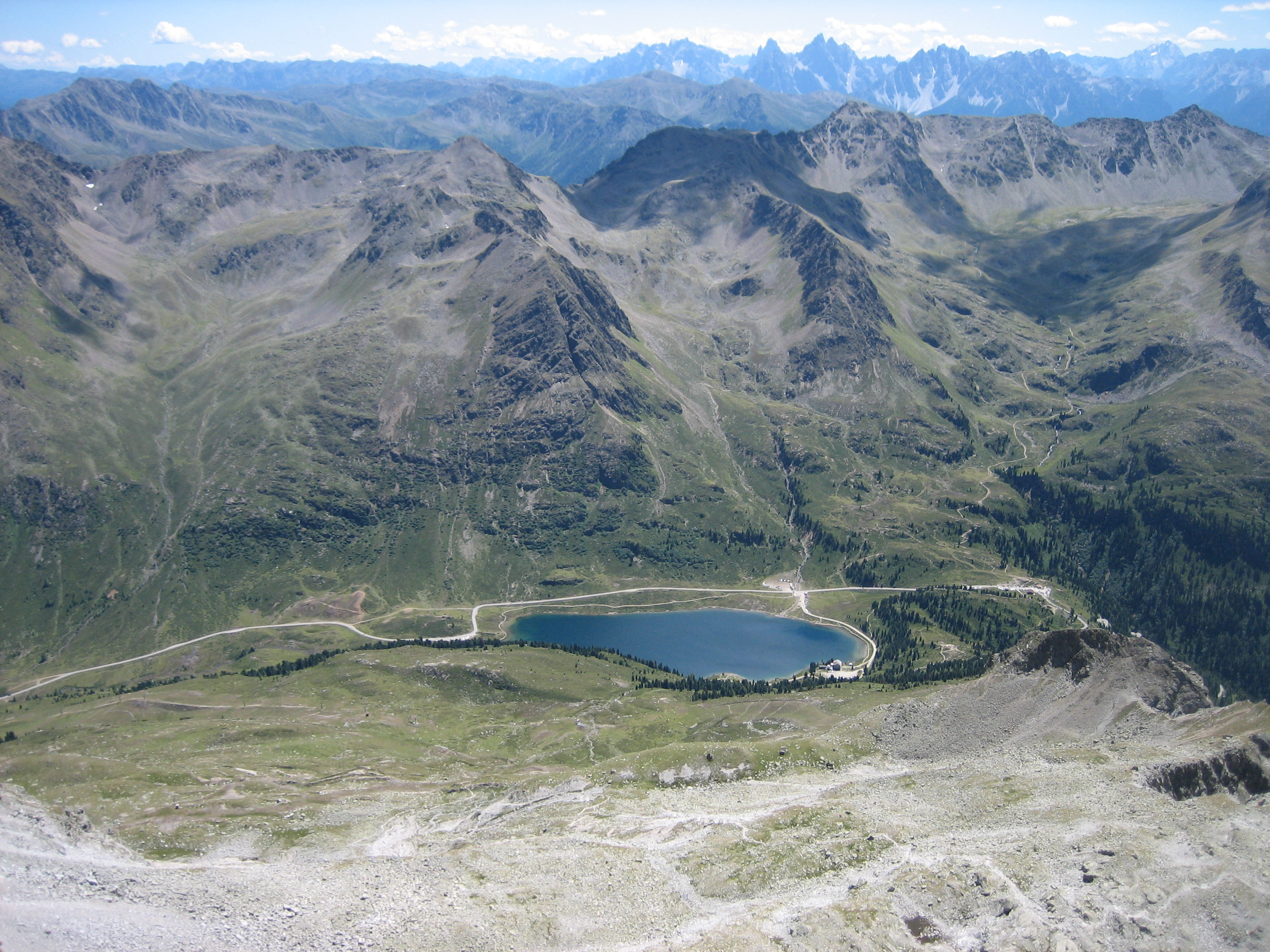
Il passo Stalle col lago Obersee visto dalla cima di Almerhorn

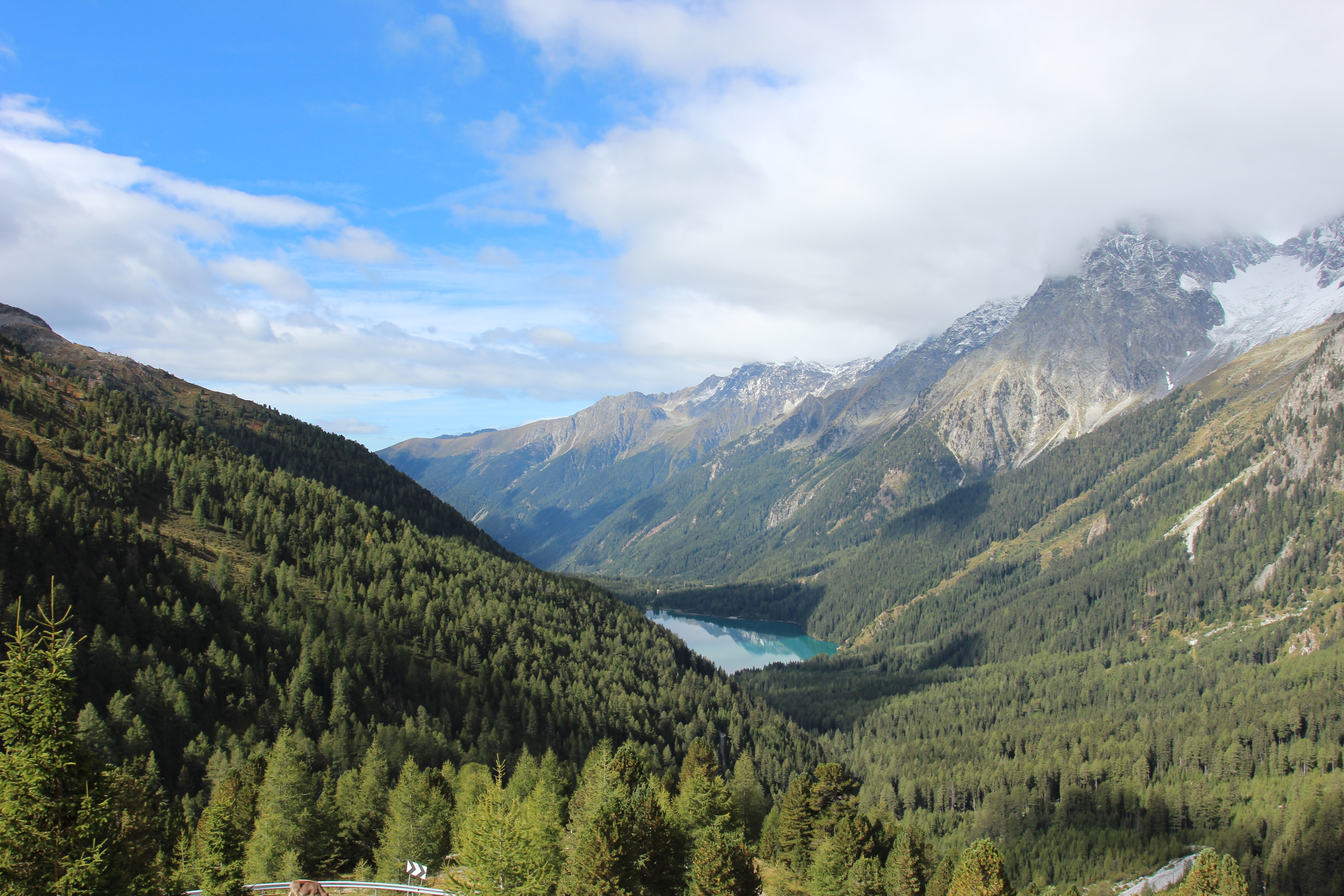
Panorama del passo

Il transito veicolare è consentito solamente nel periodo estivo ed è a doppio senso di marcia nel solo versante austriaco, mentre è a senso unico alternato per un tratto di circa 5 km nel versante italiano (dal confine italo-austriaco fino al lago di Anterselva), a causa della scarsa larghezza della sede stradale (circa 2,5 metri). Un impianto semaforico dotato di due semafori (uno a monte, al confine, e uno a valle, nei pressi del lago) con due luci, una rossa e una verde, regola l'accesso a questo tratto di strada.
Più precisamente, nel primo quarto di ogni ora (dal minuto .00 al minuto .15) è consentito l'accesso verso sud (dal confine austriaco al fondovalle italiano), mentre nel terzo quarto di ogni ora (dal minuto .30 al minuto .45) è consentito l'accesso verso nord (dal fondovalle italiano al confine austriaco). Nel secondo e nell'ultimo quarto di ogni ora l'accesso è invece vietato in entrambe le direzioni per permettere lo smaltimento del traffico (l'attraversamento del tratto a senso unico alternato richiede circa 10 minuti). Il primo semaforo verde della giornata in direzione dell'Italia è tra le 6:00 le 6:15, mentre l'ultimo è tra le 21:00 e le 21:15; in direzione dell'Austria, invece, il primo semaforo verde è dalle 6:30 alle 6:45 e l'ultimo dalle 21:30 alle 21:45.
Durante il periodo invernale il passo è sempre chiuso, anche a causa del pericolo valanghe.
Non è previsto alcun pedaggio di transito.